# Abdullah ibn Alawi al-Haddad
Imán Sayyid Abd Alá ibn Alawi al-Haddad (en árabe: عبد الله ابن علوي الحدّاد‎, romanizado: Imán `Abd Allah ibn `Alawi al-Hadda'd: Imán `Abd Alá ibn `Alawi al-Hadda'd; pronunciación en árabe: /ʕbdullah ibn ʕlwij ɑl-ħadda:d/) nació en 1634 d. C. (1044 Hégira). Vivió toda su vida en la ciudad de Tarim en el valle de Hadramaut, en Yemen y murió allí en 1720 d. C. (1132 Hégira).
En la historia islámica, fue considerado uno de los grandes sabios sufíes. Pertenecía al Ashari, credo de fe sunita (Aqeedah), mientras que en la jurisprudencia islámica (Fiqh), era un Shafi'i.
A pesar de ser una referencia importante entre los musulmanes sunitas (especialmente entre los sufíes), solo últimamente sus libros han comenzado a recibir atención y publicación en el mundo de habla inglesa. Su atractivo radica en la forma concisa en que los pilares esenciales de la creencia islámica, la práctica y la espiritualidad se han racionalizado y explicado de manera práctica para el lector moderno. Los ejemplos de tales obras son El Libro de Asistencia, Las vidas de hombre, y Conocimiento y sabiduría.

## Vida

### Comienzos de su vida
Abd Allah (o Abdullah) nació el domingo en la noche del día 5 de Safar de 1044 AH (1634 d. C.) en al-Subayr, un pueblo en las afueras de Tarim en Hadramaut. Su padre fue Alawi bin Muhammad al-Haddad, piadoso, Taqwa y de Allah. La abuela paterna de Imán al-Haddad, Salma, también era conocida por ser una mujer gnóstica y de santidad. Su madre fue Salma bint Aidrus bin Ahmad al-Habshi. Su bisabuelo materno, Ahmad al-Habshi, conoció al padre de Imán al-Haddad, antes de que el padre de Imán al-Haddad conociera a la madre de Imán al-Haddad y le dijo al padre de Imán al-Haddad "Tus hijos son mis hijos, y hay una bendición en ellos ". Como Sayyid, su santidad y experiencia directa con Dios se refleja claramente en sus escritos, que incluyen varios libros, una colección de cartas sufíes y un volumen de poesía mística.
Su linaje familiar es el siguiente: Abdullah bin Alwi bin Muhammad bin Ahmad bin Abdullah bin Muhammad bin Alwi bin Ahmad bin Abu Bakar bin Ahmad bin Abu Bakar bin Ahmad bin Muhammad bin Abdullah bin Ahmad bin Abdurrahman bin Alwi 'Ammil Faqih bin Muhammad bin Muhammad Shohib Marbat bin Kholi Qasam bin Alwi bin Muhammad Shohib As-Shouma'ah bin Alwi Shohib Saml bin Ubaidillah Shohibul Aradh bin Ahmad al-Muhajir, antepasado de Muhammad (Mahoma).
La primera persona de Ba 'Alawi sada en adquirir el apellido al-Haddad (el herrero) fue el antepasado de Imán al-Haddad, Sayyid Ahmad bin de Abu Bakr. El Sayyid, que vivió en el siglo V de la Hégira, se erradicó la mayor parte de su vida en la tienda del herrero en Tarim, por lo que fue llamado Ahmad al-Haddad (Ahmad el herrero).
El Imán era alto y de piel clara. La viruela le causó ceguera permanente antes de los cinco años. Esto no parece haber afectado su personalidad ni erudición, al haber memorizado todo el Corán, ni su aspecto, ya que no le quedaron cicatrices en su rostro. "En mi infancia", testifica, "Nunca me trataron como a alguien que no veía, ni caminaba ni jugaba". Desde muy joven, fue educado como un erudito religioso dedicado a la adoración y a la lucha espiritual muy intensa desde niño. También eligió el camino ascético: "Al principio, pasé un largo período subsistiendo con comida tosca y ropa rudimentaria".
Imán al-Haddad recitó un cuarto juz (porción) de la práctica del Corán en su juventud, antes de la edad de 17 años en los cañones del desierto en los alrededores de Tarim. Anteriormente lo había practicado en varias oportunidades con uno de sus amigos. En el Ramadán de 1061 (1650 d. C.), cuando todavía tenía 17 años, el Imán ingresó a la khalwa (reclusión espiritual), en una |zawiya de la mezquita Masjid al-Wujayrah en Tarim. Ese mismo año se casó. Pasaba el día en khalwa y durante la noche la pasaba con su esposa, en la casa de la familia de ella. Durante la noche, su sirviente lo llevaba a varias mezquitas en Tarim, donde se reportó que había rezado hasta 700 Rakats por noche.
Entre los apodos de Imán al-Haddad estaba el de eje de la invitación y guía espiritual (Al-Qutb At Dawati wal Irshaad). También era conocido como el herrero de corazones (Haddad al-Quloob). Un posible significado de eso sería que tomaba una pieza de metal oxidada o corroída y la transformaba en una pieza de metal brillante y bien formada.

### Últimos años de vida
Imán al-Haddad vivió durante el "Período de Decadencia" del islamismo, en el que las fuerzas de poder y belleza parecían haberse agotado. Durante su vida, los británicos ya estaban acostumbrados al comercio en Yemen, y los portugueses habían tomado la isla de Socotra, a 350 km de la costa. La expansión musulmana prácticamente se había detenido. Además, su región (Hadramaut) fue testigo de un período de decadencia durante su vida. Cuando Imán al-Haddad tenía veinticinco años, Hadramaut fue conquistada por los Qasimi Zaydis del Alto Yemen. Los hadramitas recuperaron su libertad en 1715 d. C.; el Imán tenía ochenta y un años.
Imán al-Haddad murió en su casa en al-Hawi, Tarim, la noche del 7 u 8 de Dhu al-Qi'dah de 1132 AH (1720 d. C.) y fue enterrado en el cementerio de Bisyar, Zanbal en Tarim. Su tumba es uno de los principales destinos que muchas personas visitan cuando hacen un recorrido religioso a Hadhramaut.
Imán al-Haddad tuvo seis hijos. Su primer hijo fue Zainal Abidin, el segundo fue Hasan, quien murió en Tarim en 1188 AH, el tercero fue Salim, el cuarto fue Muhammad, con descendientes en Tarim, el quinto fue Alwi, murió en La Meca en 1153 AH y sus descendientes viven en Tarim, y el último fue Husin que murió en Tarim Tahun, en 1136 AH, y sus descendientes viven en Gujarat.

## Educación
Imán al-Haddad estudió con muchos de los eruditos de su tiempo en Hadhramaut, uno de ellos fue su propio padre. Antes de cumplir los 15 años, su padre le aconsejó que memorizara un libro llamado al-Irshad, un trabajo extremadamente resumido de Shafii fiqh, pero luego le pidió que mejor estudiara el libro Bidayat al-Hidayah (Principio de orientación) en lugar de concentrándose en la jurisprudencia islámica. Entre sus otros maestros más destacados estuvieron al-Habib al-Qutb Umar bin Abdul-Rahman al-Attas. Se sabe que Imagm Abdul-Rahman al-Attas es el maestro que le permitió desarrollar algo de su apertura espiritual como estudiante. También estudió con muchos otros miembros de Ulama de Ba 'Alawi sada, como Al-Habib Agil bin Abdurrahman Al-Segaf, Al-Habib Al-'Allamah Abdurrahman bin Sheikh Aidid, Al-Habib Al-'Allamah Sahl bin Ahmad Bahsin Al Hudayli Ba'alawi y el gran erudito de La Meca, Al-Habib Muhammad bin Alwi Al-Seggaf, y muchos otros Ulama.
Siendo muy joven, cuando Imán al-Haddad recitaba el Sura Yaseen, comenzaba a llorar y se entregaba al llanto. Se cree que su apertura espiritual fue a través de Sura Yaseen. Estudió a Bidayat al-hidayah bajo la dirección del erudito al-Faqih ba-Jubayr. También estudió el Ihya '' ulum al-din (Renacimiento de las Ciencias Religiosas) por Imam al-Ghazali bajo título académico.
Algunos de los estudiantes de Imán al-Haddad fueron sus hijos, Hasan y Husein al-Haddad, así como al-Habib Ahmad bin Zayn al-Habshi. al-Habib Ahmad bin Zayn al-Habshi se convirtió en el sucesor de Imán al-Haddad, liderando el sufismo después de su muerte.

## Obras y enseñanzas
Ganando su sustento de las plantaciones que poseía, su vida estaba dedicada a la enseñanza y la escritura. Imam al-Haddad comenzó a enseñar poco después de que ingresó en khalwa (reclusión). Entre los libros enseñó se encontraba Awaarif al-Ma'arif que es una obra clásica en tasawwuf de Umar al-Suhrawardi. Se dedicó a eso aproximadamente 11 años hasta 1072 AH. (1661 d. C.). Incluso los sultanes de su época recibieron cartas de admonición y consejos de él. Pasó la mayor parte de su vida en Hadramawt, donde enseñó jurisprudencia islámica y sufismo clásico según la orden sufí Alawiyya (tariqa).
Sus obras giran en torno al logro de la certeza (yaqin), el grado de fe inquebrantable en Alá y el profeta Mahoma. Están desprovistos de debates investigativos o dogmáticos. Además, no menciona los fallos legales (ahkam fiqhiyya), lo que requeriría que sus lectores se limiten a los adherentes de su escuela de derecho (Shafii). Por lo tanto, sus trabajos son muy adecuados, si no están diseñados a propósito, para lectores en masa. Sus escritos son breves porque consideró que las generaciones venideras no tendrían tiempo para leer grandes volúmenes.
La 'Yaqin' se logra mediante la práctica adecuada de la 'Sunna' en el cumplimiento de los cultos obligatorios y evitando las prohibiciones junto con la sinceridad y fe en Dios. No debe haber barreras entre las formas externas, la esencia interna y la aplicabilidad práctica de las enseñanzas islámicas. Por lo tanto, quien tenga conocimiento, según el Imam al-Haddad, debe enseñarlo a quienes lo necesitan.
Es autor de varios libros en el área del sufismo, así como libros de dhikr como el Ratib al-Haddad (en árabe: راتب الحداد‎, conocido como el "Gadat" en el dialecto local) y Wird al-Lateef (en árabe: الورد اللطيف‎). También es autor de una serie de diez volúmenes de sus tratados breves, su volumen de poesía, una recopilación de sus dichos,  Risaalat al-Mu'awanah  (El libro de la asistencia), an-Nasaih al- Diniyyah wal-Wasaya al-Imaniyyah (Consejos religiosos y consejos basados en la fe)

## Otros proyectos
- Wikimedia Commons alberga una categoría multimedia sobre Abdullah ibn Alawi al-Haddad.

- Datos: Q6003118